# Plaesianillus
Plaesianillus is een geslacht van spinnen uit de familie hangmatspinnen (Linyphiidae).

## Soorten
De volgende soorten zijn bij het geslacht ingedeeld:
- Plaesianillus cyclops (Simon, 1881)